# Girls (canção de Sugababes)
"Girls" é uma canção do girl group britânico Sugababes, Foi escrito por Anna McDonald e Nicole Jenkinson, e produzido por Si Hulbert e Melvin Kuiters, para o sexto álbum de estúdio da banda Catfights and Spotlights (2008).
"Girls" foi lançado como primeiro single do álbum em 6 de outubro de 2008 no Reino Unido e apresenta remix de Fred Falke, Dennis Christopher e Funkerman. Um sucesso gráfico moderado em toda a Europa em comparação com single anterior, a música atingiu o top-10 na Estônia e no Reino Unido e ficou entre os vinte e cinco maiores na Irlanda e na Turquia, bem como no top-cinquenta em vários países, incluindo a Eslováquia, Ucrânia e República Checa.

## Videoclipe
O videoclipe de "Girls" foi filmado em 28 de agosto de 2008 e dirigido por Daniel Wolfe, o vídeo estreou em 4Music e  Channel 4 em 6 de setembro de 2008. No clip, as integrantes da banda Amelle Berrabah, Keisha Buchanan e Heidi Range desfrutam de uma noite das mulheres em um clube de Pole dance, abraçado por um estilo de discoteca dos anos 80. Mostra as meninas dançando e atuando, concentrando-se mais nos outros dançarinos durante o refrão e as meninas enquanto cantavam seus versos. Durante seus versos, Berrabah envolve movimentos de dança sensual com uma das outras dançarinas e Buchanan, provocam uma dançarino.
Enquanto a participante do Big Brother: Celebrity Hijack, Latoya Satnarine, apareceu no vídeo, Buchanan convidou seu namorado Dean Thomas a protagonizar um papel de apoio no clipe. Como relato, Berrabah decidiu ter aulas de pole dance, antes de filmar o vídeo para que ela "não se atrapalhasse pole". Depois de recrutar fãs mulheres para estrelar o clipe, os produtores negaram acusações de que estavam sendo injusto ao não pagar aqueles que apareceram no vídeo. Um porta-voz da banda afirmou mais tarde: "Nenhuma bailarina profissional está sendo convidada a fazer qualquer coisa de graça. Esta é uma oportunidade para pessoas que dançam na vida real, mas não tem oportunidades".

## Performance comercial
No Reino Unido, a música entrou duas semanas antes do seu lançamento físico, em downloads, no número 8. Na semana seguinte, escalou quatro pontos mais para o número 4. Na semana de 13 de outubro de 2008, escalou um ponto para o número 3. "Girls" marcou como o primeiro single de um álbum da banda a não chegar ao número 1 desde "Overload" em 2000. Na Irlanda, a música atingiu a posição número 12.

## Recepção
"Girls" receberam críticas positivas dos críticas. Nick Levine, do digital spy, afirmou que "Em torno disso, elas criaram uma música pop aguda e funk, com letras que empurram todos os botões habituais de capacitação feminina ("Com ou sem um homem, eu me sinto completa..."). é inteligente, cativante e muito, muito 2008 - e também parece muito bom na rádio. Mas também é o primeiro single principal de um álbum das Sugababes com o qual é difícil se entusiasmar".

## Promoção americana
Embora a música não tenha sido oficialmente lançada nos EUA, foi usada em comerciais para promover a loja de sapatos americana Payless em 2009. Também foi relatado que a música seria re-gravada com os vocais de Jade Ewen para ajudar a promover a loja de departamentos norte-americana JC Penney em 2010. A versão original com a terceira formação (Buchanan, Range e Berrabah) já foi usada em vários comerciais da J. C. Penney.

## Faixas
1. "Girls" (edição de rádio) - 3:12
2. "Don't Look Back" - 3:10
3. "Girls" (Danny Dove & Steve Smart Club Mix) - 6:31
4. "Girls" (Dennis Christopher Remix) - 7:20

## Performance nas paradas

### Paradas semanais
| Chart (2008)                       | Maior posição |
| ---------------------------------- | ------------- |
| Eslováquia (Rádio Top 100)         | 26            |
| Europa (Billboard Hot 100 Singles) | 10            |
| Irlanda (IRMA)                     | 12            |
| Reino Unido (UK Singles Chart)     | 3             |
| Reino Unido (OCC UK R&B)           | 1             |
| República Checa (Rádio Top 100)    | 47            |
| Turquia (Turkey Top 20 Chart)      | 7             |